# シルエット島
シルエット島（シルエットとう、英語: Silhouette Island、フランス語: Silhouette ）はセーシェルの島である。面積は19.95 km2、セーシェルで3番目に大きい島である。

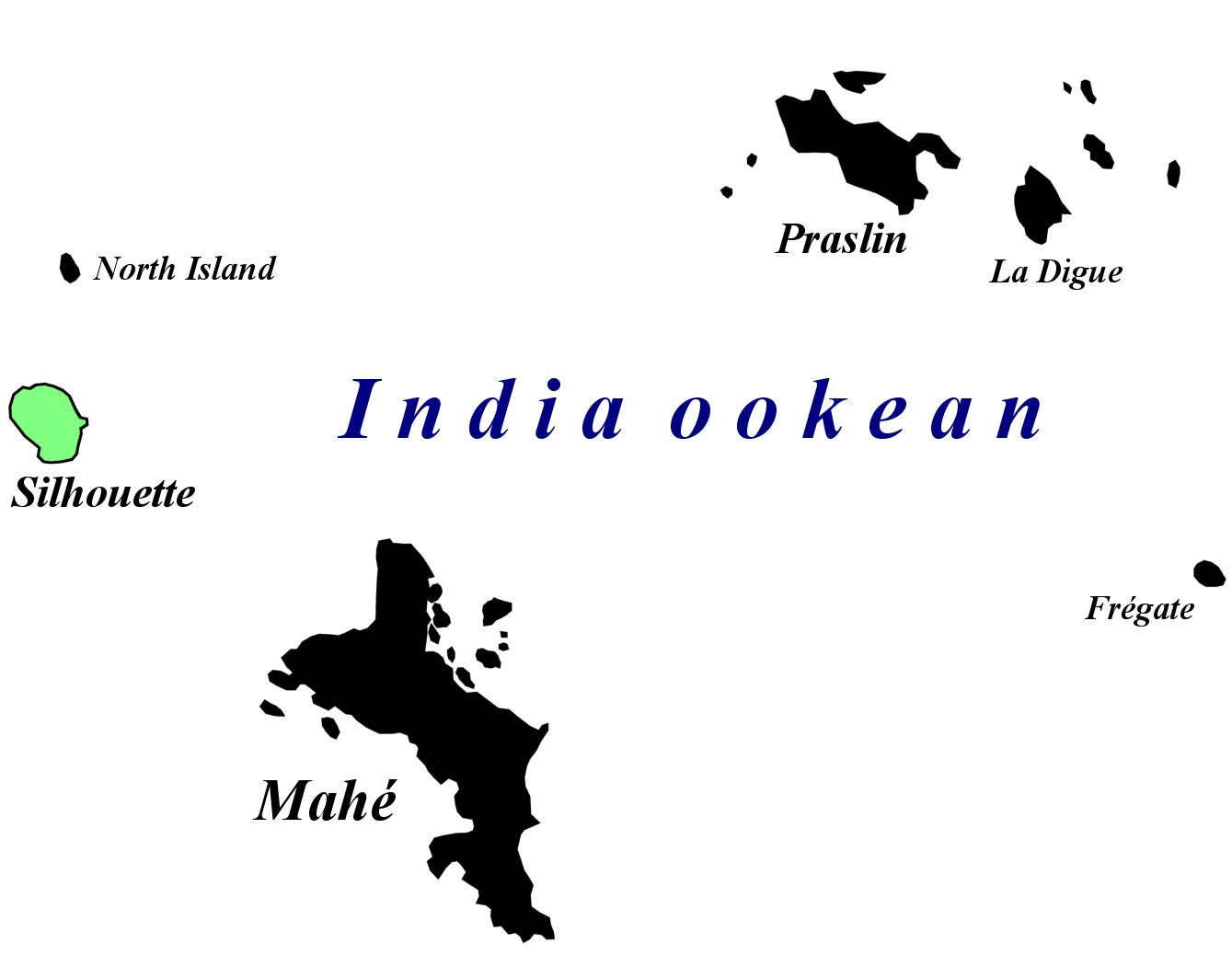
シルエット島の位置